# Éternel Amour
Pour plus de détails, voir Fiche technique et Distribution.
Éternel Amour (titre original : … und ewig bleibt die Liebe) est un film allemand réalisé par Wolfgang Liebeneiner, sorti en 1954.
Il s'agit d'une adaptation de la pièce Johannisfeuer de Hermann Sudermann.

## Synopsis
Georg Hartwig a grandi avec le propriétaire foncier Heinrich Vogelreuther et son épouse Minchen ainsi que leurs filles Trude et Marieke, qui fut adoptée alors qu'elle était enfant. Le mariage entre lui et Trude devrait avoir lieu sous peu. Le jeune couple souhaite emménager dans un appartement à Brême que Marieke a préparé. Elle vient de rentrer à Exten en train tôt le matin lorsque, sur le chemin du retour, elle est approchée par une femme plus âgée et d'apparence négligée et, après un bref échange de mots, elle s'est enfuie, visiblement agitée. Georg la voit de loin sans qu'elle ne le remarque. Au petit-déjeuner, Vogelreuther demande à Marieke si elle fut approchée par quelqu'un, ce à quoi la jeune femme répond oui, par un homme. Vogelreuther a appris de son gardien Plötz que "la Pie", comme on l'appelle parce qu'elle vole comme une pie, a été libérée de prison après huit ans. Le propriétaire foncier ne veut pas qu'elle contacte Marieke.
Un peu plus tard, alors que Marieke et Trude font du bricolage dans le jardin, Georg arrive. Marieke renvoie Trude sous un prétexte et dit ensuite à Georg qu'elle a trouvé deux lettres d'amour qui lui étaient adressées entre ses livres. Elle fait alors savoir à Georg que ce n'est pas un homme qui l'a interceptée, mais "la Pie" et qu'elle sait depuis longtemps que c'est sa mère. Elle repousse les tentatives hésitantes de Georg pour l'en dissuader. Elle le supplie de faire venir "la Pie" dans le jardin le soir lorsque ses parents sont absents ; il faut absolument qu'elle lui parle. Bien que Georg soit réticent à le faire, il souhaite réaliser le souhait de Marieke, mais s'en abstient lorsqu'il constate à quel point cette femme a déjà sombré.
Une fois de plus, le père adoptif de Georg ne peut s'empêcher de souligner qu'il lui doit tout lorsque le jeune homme lui explique qu'il veut vivre librement et indépendamment à l'avenir et qu'il est tout à fait capable de vivre pour lui-même et pour sa future épouse. Il fait comprendre à Georg qu'il continuera à le surveiller à l'avenir afin de pouvoir intervenir si nécessaire. Il ne se retient pas même en s'en prenant au père biologique de Georg et à son imprudence. Bouleversé et blessé par la conversation, Georg décide maintenant de réunir "la Pie" et Marieke. Elle admire le foulard en soie de Marieke, la grande maison et la richesse dans laquelle elle vit, mais manque de toute émotion maternelle et de tout intérêt pour Marieke elle-même, ce qui blesse beaucoup la jeune femme. À cette occasion, elle vole même du linge de soie et des chandeliers lorsque Marieke quitte brièvement la pièce pour lui apporter le schnaps qu'elle a demandé. Elle voulait parler à Marieke uniquement parce qu'elle voulait obtenir une invitation à un mariage pour elle-même. Marieke remarque que sa mère a volé la famille et lui fait tout rendre. Puis elle lui donne une facture plus importante. Après son départ, Marieke est profondément blessée. Georg la prend dans ses bras pour la réconforter. Il dit qu'il savait depuis longtemps qu'ils vont ensemble et ajoute : « Nous repenserons toujours à ce jour, à la veille de la Saint-Jean ».
Mais Trude, qui est encore très enfantine, a aussi remarqué que quelque chose ne va pas entre elle et Georg. Dans sa naïveté, elle se demande si Georg a une petite amie en ville. Dans une conversation avec ses parents et le prédicateur adjoint Haffke, qui aime secrètement Marieke, elle parle de ses doutes et de ses inquiétudes d'être trop stupide pour Georg et de ne pas pouvoir le rendre heureux.
Les préparatifs pour la Saint-Jean sont faits la veille partout dans la ferme. Et puis vient la Saint-Jean, la nuit où presque tout est permis. Les gens dansent en musique, s'amusent ensemble et les jeunes sautent par-dessus le feu. Le prédicateur adjoint avoue son amour pour Marieke et il est décidé d'annoncer les fiançailles dès que le mariage de Georg et Trude sera terminé. Le lendemain matin, Marieke veut se rendre une dernière fois à Brême et Georg doit l'emmener au train à la demande de Vogelreuther. Cette nuit-là, il y a une discussion entre les deux, à la fin de laquelle ils s'avouent leur amour. Avec les mots : « Ma mère vole, je vole aussi ! », Marieke se jette dans les bras de Georg. Le mariage est prévu pour le lendemain, mais après la nuit avec Marieke, Georg est déterminé à ne pas épouser Trude. Marieke revient également sur sa promesse envers Haffke et veut partir avec Georg. Au moment où Georg veut parler à son père adoptif, le gérant fait irruption dans la conversation pour dire que "la Pie" a encore été surprise en train de voler et qu'elle sera immédiatement arrêtée. Lorsque Marieke voit sa génitrice s'éloigner de la fenêtre, elle comprend soudain qu'elle ne peut pas partir avec Georg et l'empêche au dernier moment de se révéler à Vogelreuther. Mais un dernier sacrifice majeur ne lui est pas épargné lorsqu'elle doit calmer Trude, très instable, qui la supplie de lui dire si Georg aime quelqu'un d'autre. « Il n'y a personne d'autre, il n'aime que toi », rassure-t-elle la jeune femme. Lorsque Georg et Trude échangent leurs vœux un peu plus tard, Marieke quitte l'église, seulement remarquée par le prédicateur adjoint.

## Fiche technique
- Titre : Éternel Amour
- Titre original : … und ewig bleibt die Liebe
- Réalisation : Wolfgang Liebeneiner assisté de Hermann Leitner
- Scénario : Eberhard Keindorff, Johanna Sibelius
- Musique : Alois Melichar
- Direction artistique : Willi Herrmann, Heinrich Weidemann (de)
- Costumes : Walter Kraatz
- Photographie : Willy Winterstein
- Son : Oskar Haarbrandt (de)
- Montage : Hermann Leitner
- Production : Kurt Ulrich
- Société de production : Berolina-Film
- Société de distribution : Constantin Film
- Pays d'origine :  Allemagne de l'Ouest
- Langue : allemand
- Format : Couleur - 1,37:1 - Mono - 35 mm
- Genre : Drame
- Durée : 96 minutes
- Dates de sortie :
  -  Allemagne de l'Ouest : 13 août 1954.
  -  Danemark : 28 juin 1955.
  -  France : 10 octobre 1956[1].
  -  Suède : 29 avril 1957.

## Distribution
- Ulla Jacobsson : Marieke
- Karlheinz Böhm : Georg Hartwig
- Paul Dahlke : Heinrich Vogelreuther
- Magda Schneider : Minchen Vogelreuther
- Ingrid Andree : Gertrud « Trude », leur fille
- Hilde von Stolz : "la Pie"
- Hans Quest : Haffke, l'assistant prédicateur
- Günther Lüders : Plötz, administrateur
- Lucie Englisch : Mamsell
- Jakob Tiedtke : le pasteur
- Nina von Porembsky : Lina, femme de chambre
- Karola Ebeling : Erna, servante

## Production
Le film est tourné au Union-Film Studio à Berlin-Tempelhof et au Gut Dankersen à Rinteln.